# Alstonia congensis
Espèce
Synonymes
- Alstonia congensis var. glabrata Hutch. & Dalziel[1]
- Alstonia gilletii De Wild.[1]
- Alstonia pedicellata Pierre ex A.Chev.[1]

Alstonia congensis est une espèce d'arbres de la famille des Apocynaceae, présent en Afrique tropicale.

## Description
Sa hauteur est généralement comprise entre 15 et 25 m.

## Distribution
On le trouve dans de nombreux pays d'Afrique, depuis le Nigeria jusqu'à la République centrafricaine, à l'est et au sud de la République démocratique du Congo, au nord de l'Angola.

## Utilité
Son écorce, son latex et ses feuilles sont très utilisés en médecine traditionnelle. 
Son bois, relativement léger, est facile à travailler et à scier. Une fois séché, il reste stable. Cependant il n'est pas très durable, car assez vulnérable aux champignons et aux insectes. C'est pourquoi il est plus approprié pour l'utilisation intérieure et ne doit pas être mis en contact avec la terre, même si des traitements préventifs sont possibles.
On l'utilise donc pour des constructions légères, des meubles, des pirogues, des boîtes, des allumettes, des crayons, la fabrication de masques.

Fabrication de masques.
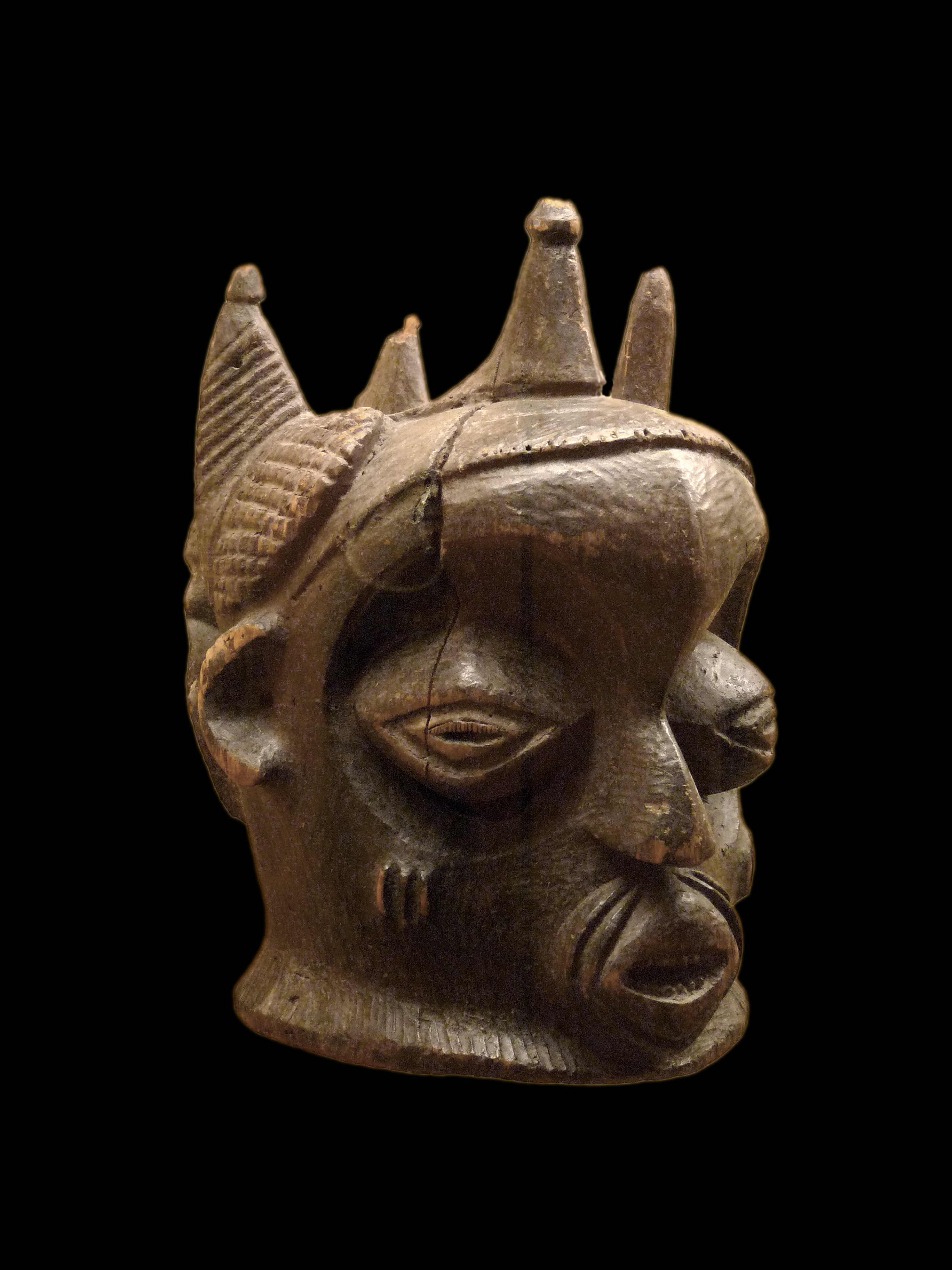
Masque Luluwa (RDC[3]).
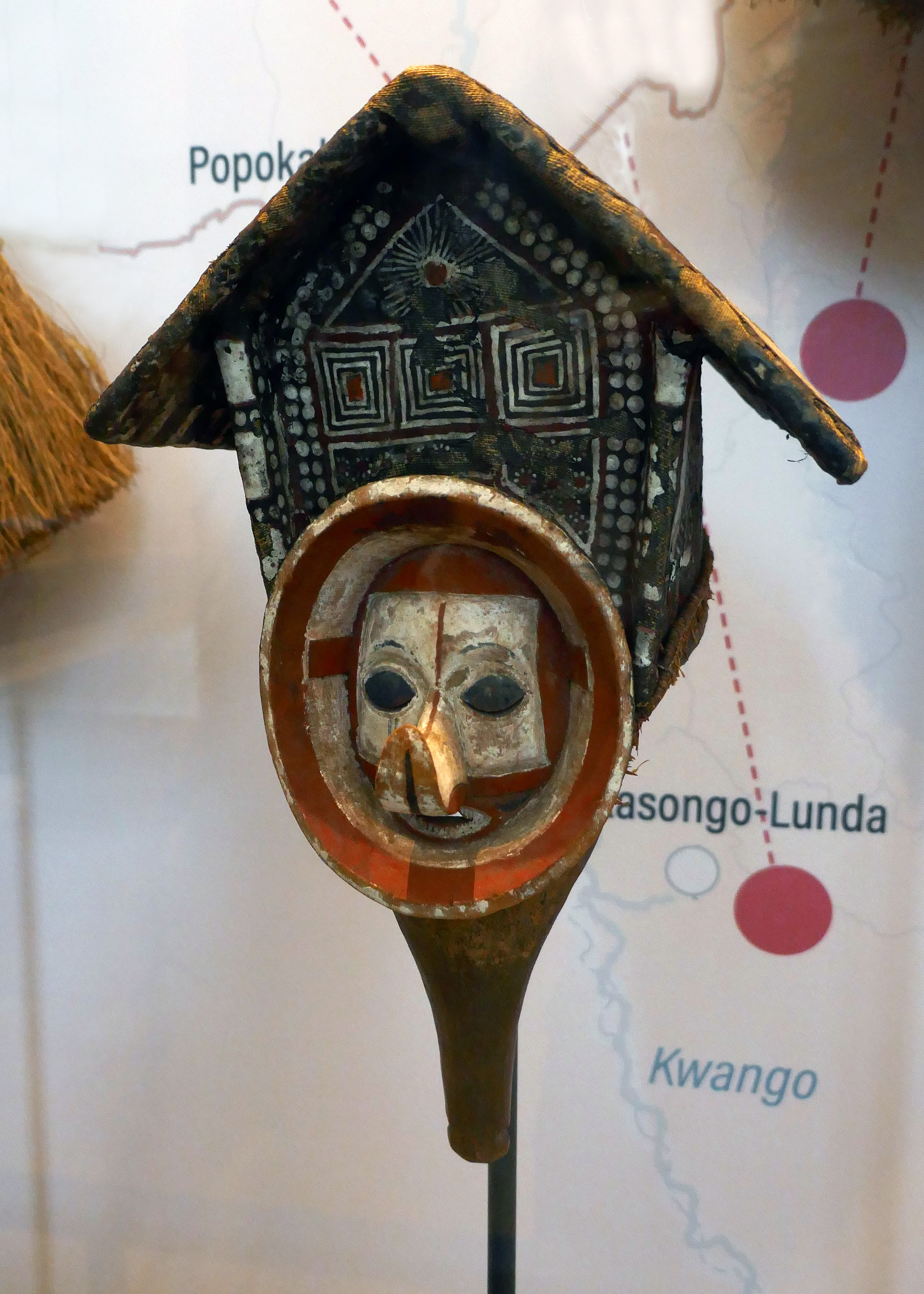
Masque Yaka (RDC[3]).

## Liste des variétés
Selon Tropicos (22 janvier 2020) (Attention liste brute contenant possiblement des synonymes) :
- variété Alstonia congensis var. congensis
- variété Alstonia congensis var. glabrata Hutch. & Dalziel